# رقیه چهره‌آزاد
رُقیه چـِهره‌آزاد با نام تولد رقیه فخرالملوک توکلی (زاده ۱۲۸۶ – درگذشته ۱۰ دی ۱۳۷۳) هنرپیشه تئاتر و سینمای ایران بود. وی همچنین مادر بزرگ افسانه چهره‌آزاد است.

## زندگی حرفه‌ای
از همان کودکی به بازیگری علاقه داشت تا جایی که در سنین کودکی برای فامیل و آشنا نمایش اجرا می‌کرد، وقتی ۱۹ ساله شد و دیپلمش را گرفت توانست به گروه تئاتر حرفه‌ای جامعه باربد که زیر نظر اسماعیل مهرتاش بود، بپیوندد. با تأسیس جامعه باربد در سال ۱۳۰۵ همکاری با مهرتاش، رفیع حالتی، علی دریابیگی، هوشنگ بهشتی و قنبری را آغاز کرد. با تأسیس تئاتر نکیسا در سال ۱۳۰۹ با محمود ظهرالدینی، حسین خیرخواه، علی‌اصغر گرمسیری، بهرامی، اتحادیه، مریم نوری، مهین دفتری و صبری کارش را ادامه داد در ۲۴ سالگی برای اولین بار روی صحنه رفت و تئاتر را با نمایش تأثیر زن در جامعه آغاز کرد. سال ۱۳۴۴ در نمایش پهلوان اکبر می‌میرد در تالار بیست‌وپنج شهریور نقش مادر را بازی کرد.
او در مصاحبه‌ای عنوان کرده است که ازآنجاکه اولین بانوی ایرانی بوده است که بر صحنهٔ تئاتر حجاب برداشته است، نام‌خانوادگی «چهره‌آزاد» را برای خود انتخاب کرده است.
رقیه چهره‌آزاد در سال ۱۳۴۱ از انجمن دوستداران تئاتر، به مناسبت روز جهانی تئاتر، دیپلم افتخار گرفت. همچنین برای بازی در فیلم مادر، سیمرغ بلورین بهترین بازیگر نقش اول زن در ۸۱ سالگی و هشتمین دوره جشنواره فیلم فجر به وی اعطا شد. در آن زمان او مسن‌ترین بازیگری بود که برندهٔ این جایزه شده است. وی در طول حیات هنری خود در آثار مختلفی بازی کرده است که از آنها می‌توان به طوفان زندگی، سوته‌دلان، دستکش سفید، پریچهر، ارثیه، مادر، عروس، دلشدگان، الو! الو! من جوجوام و تهران روزگار نو اشاره کرد. چهره‌آزاد همچنین در مجموعه‌هایی تلویزیونی همچون آرایشگاه زیبا، هزاردستان و مزد ترس به ایفای نقش پرداخته است.
هنگام درگذشت رقیه چهره‌آزاد؛ روزنامه‌ها، نقل قولی از نقش غلامرضا (اکبر عبدی) را در فیلم، در تیتر خود نوشتند: «مادر مرد. از بس که جان ندارد.»

## فیلم‌شناسی

### سینما
- طوفان زندگی (۱۳۲۷)
- دستکش سفید (۱۳۳۰)
- پریچهر (۱۳۳۰)
- سایه (۱۳۳۸)
- آقا جنی شده (۱۳۳۸)
- عروسک پشت پرده (۱۳۳۹)
- بچه‌ننه (۱۳۳۹)
- کی به کیه؟ (۱۳۳۹)
- دختر همسایه (۱۳۴۰)
- آهنگ دهکده (۱۳۴۰)
- علی واکسی (۱۳۴۰)
- دخترها اینطور دوست دارند (۱۳۴۱)
- طلای سفید (۱۳۴۱)
- نصیب و قسمت (۱۳۴۱)
- ساحل دور نیست (۱۳۴۱)
- مسافری از بهشت (۱۳۴۲)
- عروس فرنگی (۱۳۴۳)
- دختر ولگرد (۱۳۴۳)
- مرخصی اجباری (۱۳۴۴)
- آقای هالو (۱۳۴۹)
- شاهنامه آخرش خوشه(اکران نشده) (۱۳۴۵)
- رگبار (۱۳۵۱)
- سوته‌دلان (۱۳۵۶)
- زنده‌باد… (۱۳۵۹)
- ارثیه (۱۳۶۷)
- مادر (۱۳۶۸)
- راز کوکب (۱۳۶۸)
- عروس (۱۳۶۹)
- سکوت (۱۳۶۹)
- عشق من شهر من (۱۳۷۰)
- دلشدگان (۱۳۷۰)
- آنها هیچ‌کس را دوست ندارند (۱۳۷۲)
- سه مرد عامی (۱۳۷۲)
- الو! الو! من جوجوام! (۱۳۷۳)
- زمین آسمانی (۱۳۷۳)
- طهران روزگار نو (۱۳۷۸)

### تلویزیون

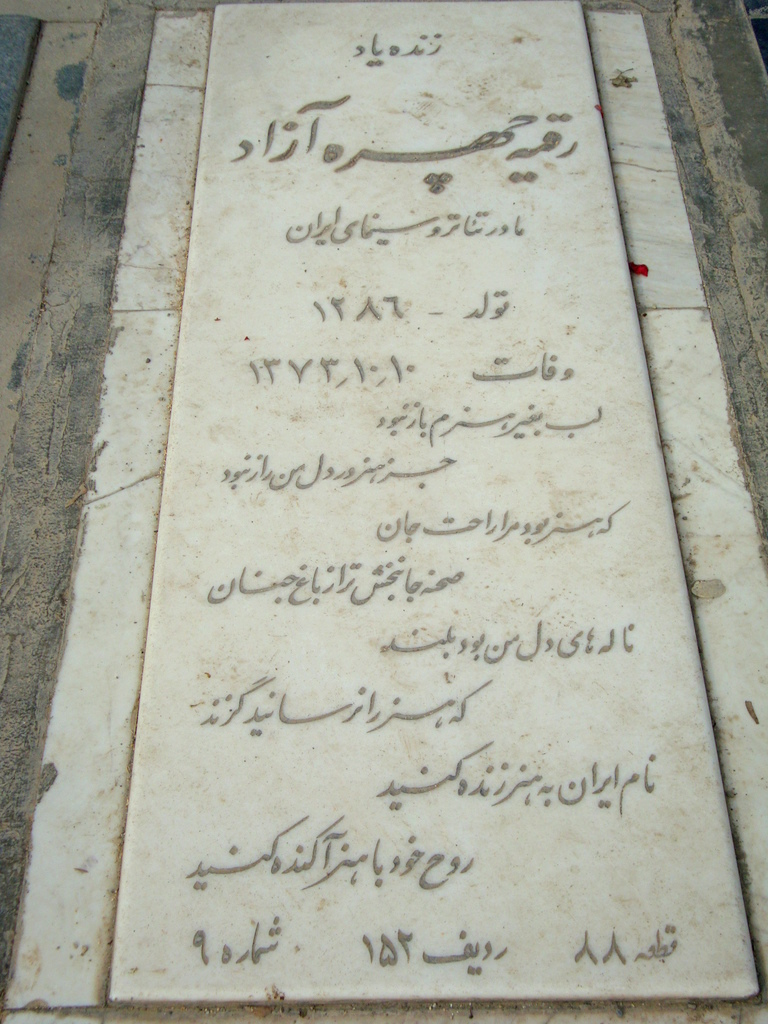
آرامگاه چهره‌آزاد

| سال       | نام                            | سمت    | کارگردان                  | توضیحات                                                                      |
| --------- | ------------------------------ | ------ | ------------------------- | ---------------------------------------------------------------------------- |
| ۱۳۷۰–۱۳۷۴ | این خانه دور است               | بازیگر | بیژن بیرنگ مسعود رسام     |                                                                              |
| ۱۳۷۲      | خانواده حمزه‌علی خان            | بازیگر | محمدباقر خسروی            | شبکه ۱                                                                       |
| ۱۳۷۱      | مزد ترس                        | بازیگر | حمید تمجیدی               | شبکه ۲                                                                       |
| ۱۳۷۰      | آهنگ پنهان                     | بازیگر | ایرج کریمی                | شبکه ۲                                                                       |
| ۱۳۷۰      | مش‌خیرالله صندوقچه اسرار        | بازیگر | داریوش مؤدبیان حسین فردرو | بازی در اپیزود «شتر و پنبه دانه»                                             |
| ۱۳۶۹      | آرایشگاه زیبا                  | بازیگر | مرضیه برومند              | شبکه ۲                                                                       |
| ۱۳۵۸–۱۳۶۶ | هزاردستان                      | بازیگر | علی حاتمی                 |                                                                              |
| ۱۳۵۷      | مجموعه تلویزیونی دیوان بلخ     | بازیگر | منصور پورمند              | نمایش داده نشد                                                               |
| ۱۳۵۶      | مستنطق                         | بازیگر | عباس جوانمرد شاپور قریب   | نمایش داده نشد                                                               |
| ۱۳۵۵      | مرد اول                        | بازیگر | پرویز کاردان              |                                                                              |
| ۱۳۵۴      | تخت ابوالنصر                   | بازیگر | مرتضی علوی                |                                                                              |
| ۱۳۵۳      | تله‌تئاتر «عشاق و بقیه غریبه‌ها» | بازیگر | حسین پرورش                | کارگردان تلویزیونی: «فرانک دولت‌شاهی» نویسندگان: «رنه تیلور» و «جوزف بولونیا» |